# Netschajewski
Netschajewski (russisch Нечаевский) ist ein Dorf (chutor) in Südrussland. Es gehört zur Republik Adygeja und hat 25 Einwohner (Stand 2019). Im Ort gibt es zwei Straßen.

## Geographie
Das Dorf liegt im Osten des Giaginski rajon, 6 km südöstlich des Dorfes Sergijewskoje, 2 km östlich des Dorfes Dondukowskaja, 26 km südöstlich des Dorfes Giaginskaja und 45 km nordöstlich der Stadt Maikop. Smoltschew-Malinowski, Dondukowskaja, Komsomolski und Koschechabl sind die nächsten Siedlungen.